# Rivetoile
Le centre commercial Rivetoile est un ensemble immobilier situé à proximité de la place de l’Étoile à Strasbourg, dans le département du Bas-Rhin.
Le centre se trouve sur l'emplacement d'anciens docks portuaires.

## Histoire

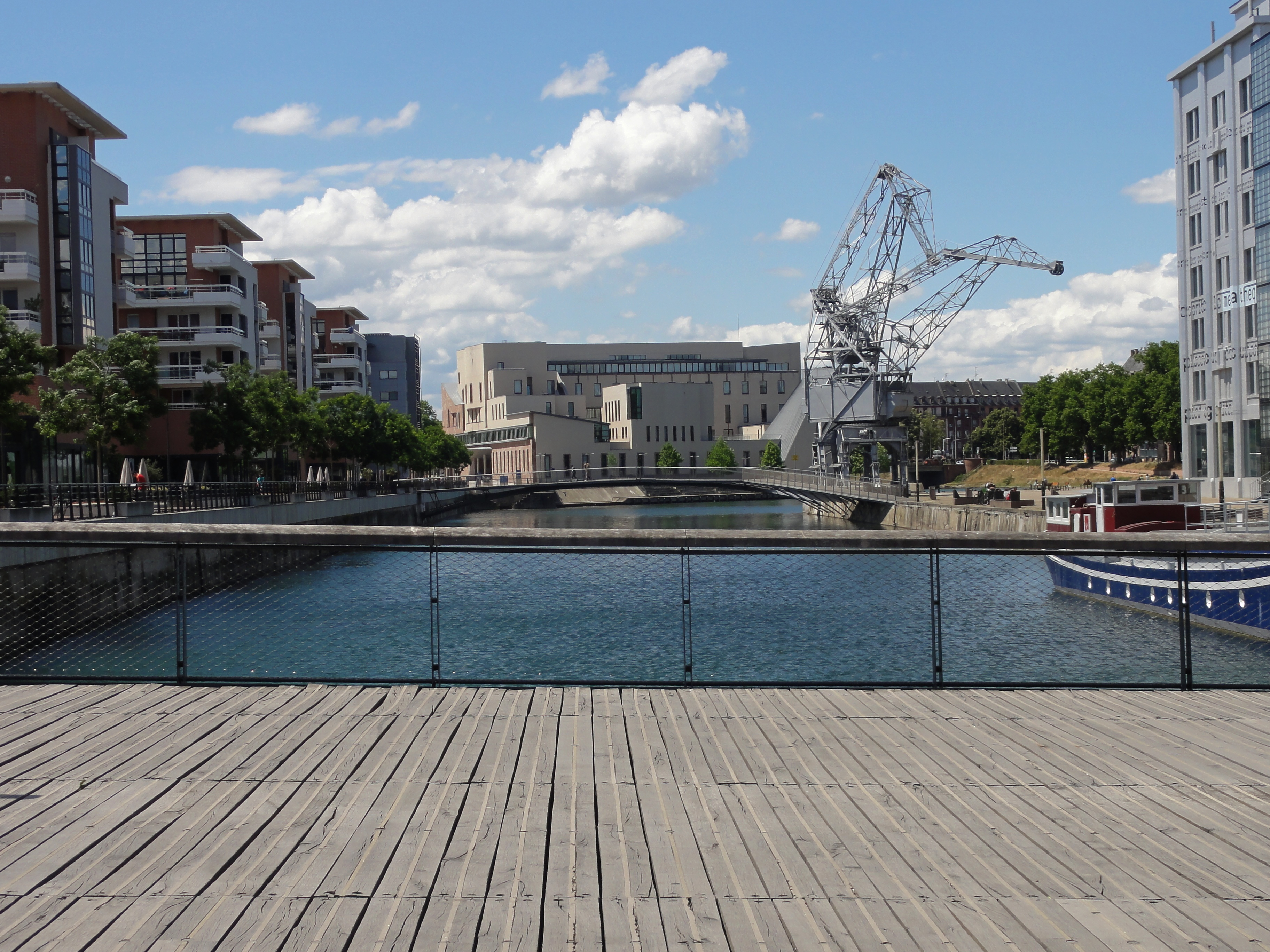
À gauche Rivetoile, au centre la cité de la Musique et de la Danse, à droite la médiathèque.

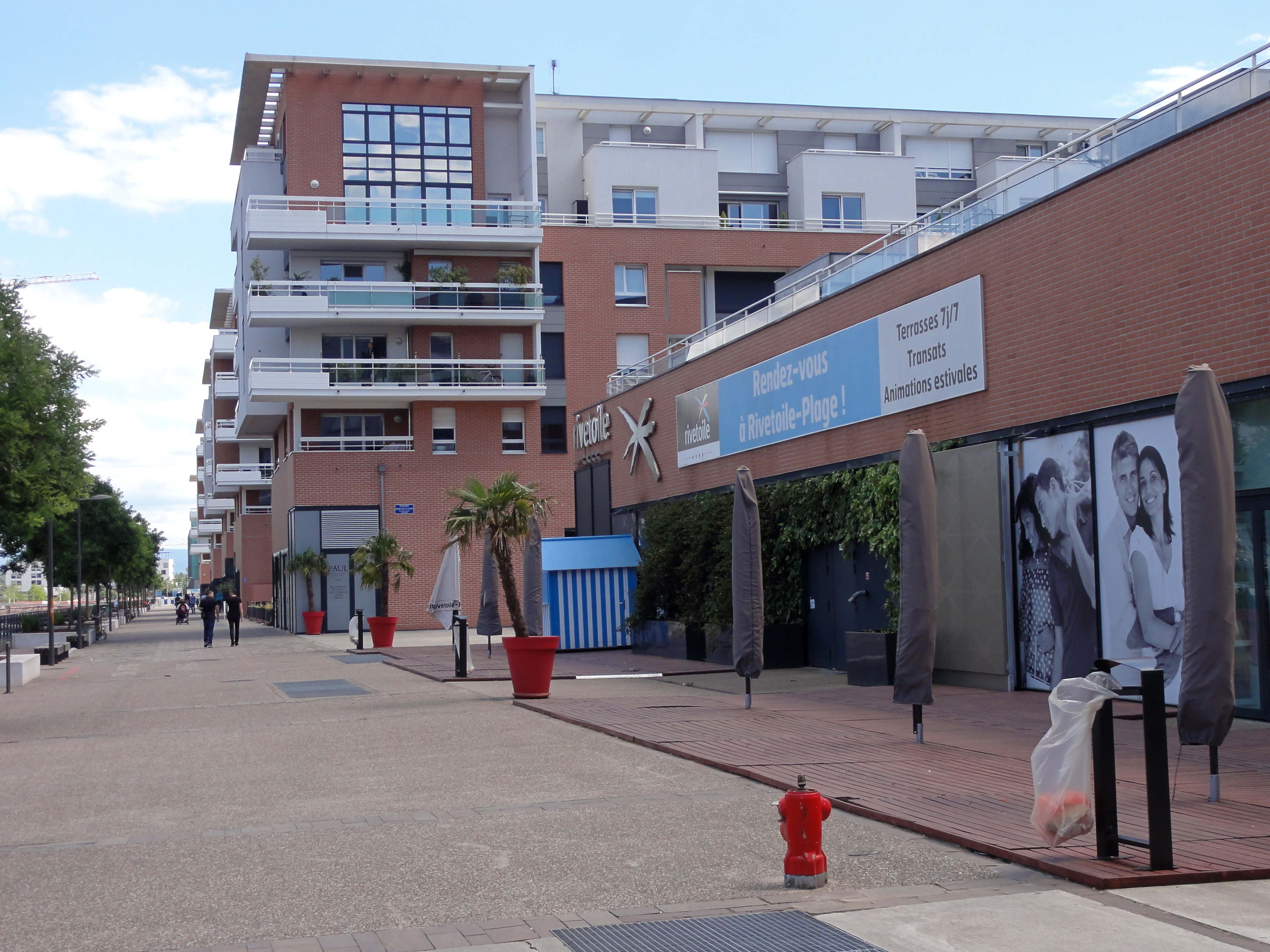
Le centre, côté docks.

Le projet, d'abord nommé Fronts de Neudorf puis Les Passages de l'Étoile, devait originellement se trouver au milieu de la place de l’Étoile (qui aujourd'hui a été aménagée en parc public).
Rivetoile a finalement été construit le long du bassin Austerlitz, sur un ancien site de docks industriels abandonné depuis la fin des années 1980.
Le projet existe depuis la fin des années 1980, mais ce n'est qu'en 2003 qu'un projet concret est dévoilé et que la Société d’Équipement de la Région de Strasbourg (SERS) est missionnée par la ville de Strasbourg pour la réalisation du projet.
3 maîtres d'ouvrages ont travaillé ensemble pour ce projet :
- la SERS : un parking de 1 500 places, un immeuble de bureaux et un immeuble de logements ;
- Unibail-Rodamco : 38 000 m2 de commerces (le centre commercial) ;
- Spiral & Weller : 4 immeubles de logements et deux immeubles de bureaux.

Le centre commercial est inauguré le 1er octobre 2008 (ouverture le 2 octobre 2008) tandis que le complexe immobilier et les bureaux sont livrés peu à peu jusqu'au début 2009. 
L'ensemble prend place dans un environnement urbain plutôt récent et réaménagé avec aux abords : la médiathèque André-Malraux et l'ancien armement Seegmuller, la cité de la Musique et de la Danse et l'UGC Ciné Cité Strasbourg. 
La ville de Strasbourg espère faire de ce quartier un nouveau cœur de ville tout en conservant l’atmosphère industrielle des lieux et rappeler le passé portuaire du site. Les anciennes grues de manutention ont d'ailleurs été conservées et font face au centre.
Depuis le 23 avril 2012, Rivetoile héberge la Plage digitale, le premier espace de « coworking » de Strasbourg, contenant un open space de 30 places, des salles mutualisées et cinq entreprises résidentes.
Depuis décembre 2014, le centre commercial est devenu la propriété de Wereldhave, une société immobilière d'origine néerlandaise.
Le centre commercial Rivetoile a réalisé un chiffre d'affaires de 100 millions d'euros en 2014.
En 2021, Wereldhave revend le centre à Lighthouse capital limited.

## Le centre commercial

### Fréquentation
Lors de son inauguration, le centre commercial comptait sur la proximité avec l'Ortenau et l'attractivité de Leclerc pour attirer le public.
Lors du premier samedi d'ouverture, 47 000 personnes ont visité Rivetoile, dépassant ainsi toutes les prévisions de fréquentation.
Malgré un démarrage plus lent que prévu les deux premières années (4,2 millions de visiteurs en 2010), attribué à l'emplacement excentré du centre commercial, le chiffre d'affaires progresse régulièrement pour la plupart des enseignes.
Le centre attire surtout des personnes non véhiculées ou des étudiants habitant le quartier. L’Association des commerçants, artisans et détaillants de Neudorf, souhaiterait toucher un public plus large dans toute l'agglomération strasbourgeoise ainsi qu'à Kehl.
En 2012, environ 20 % de la clientèle est allemande.

### Animations

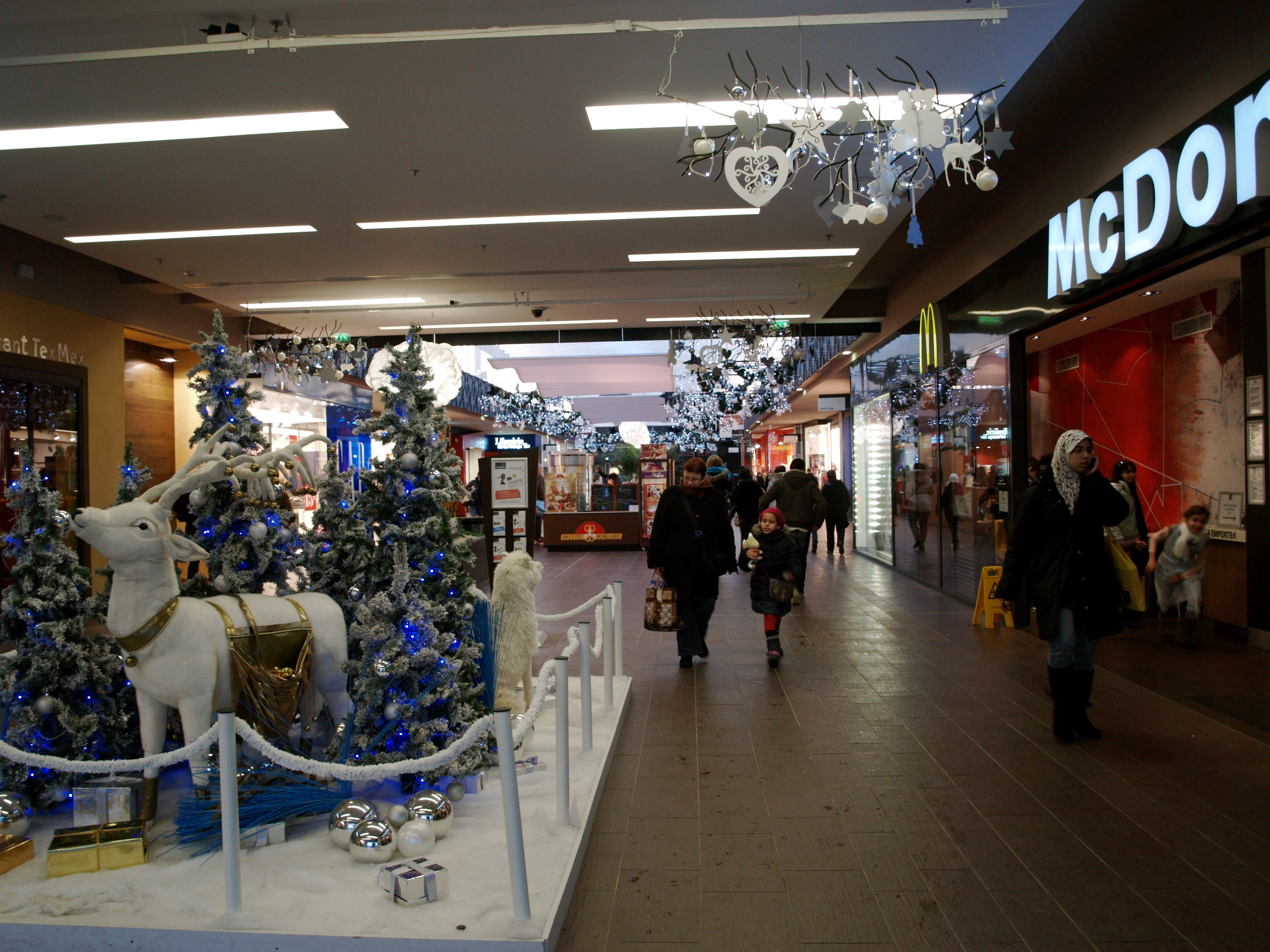
Intérieur du centre en période de Noël.

Des démonstrations de produits ainsi que des animations à destination du public sont régulièrement organisées au sein du centre commercial.
En plus des enseignes, Rivetoile fournit un certain nombre de services aux visiteurs : Wi-Fi, espace jeux pour les enfants, prêt de poussettes, etc..

### Enseignes
Rivetoile comprenait à son ouverture 5 restaurants et 85 magasins, le plus grand étant le supermarché E.Leclerc. De nombreuses enseignes y sont présentes en exclusivité, et plusieurs restaurants bénéficient d'une terrasse extérieure au bord de l'eau et sont ouverts toute la semaine.
En outre, des commerces, s'y trouve également le siège de la Caisse d'Épargne Grand Est.

## La résidence Rives de l'étoile
Au-dessus du centre commercial se trouve un ensemble d'appartements construits à la même époque.

## Accès

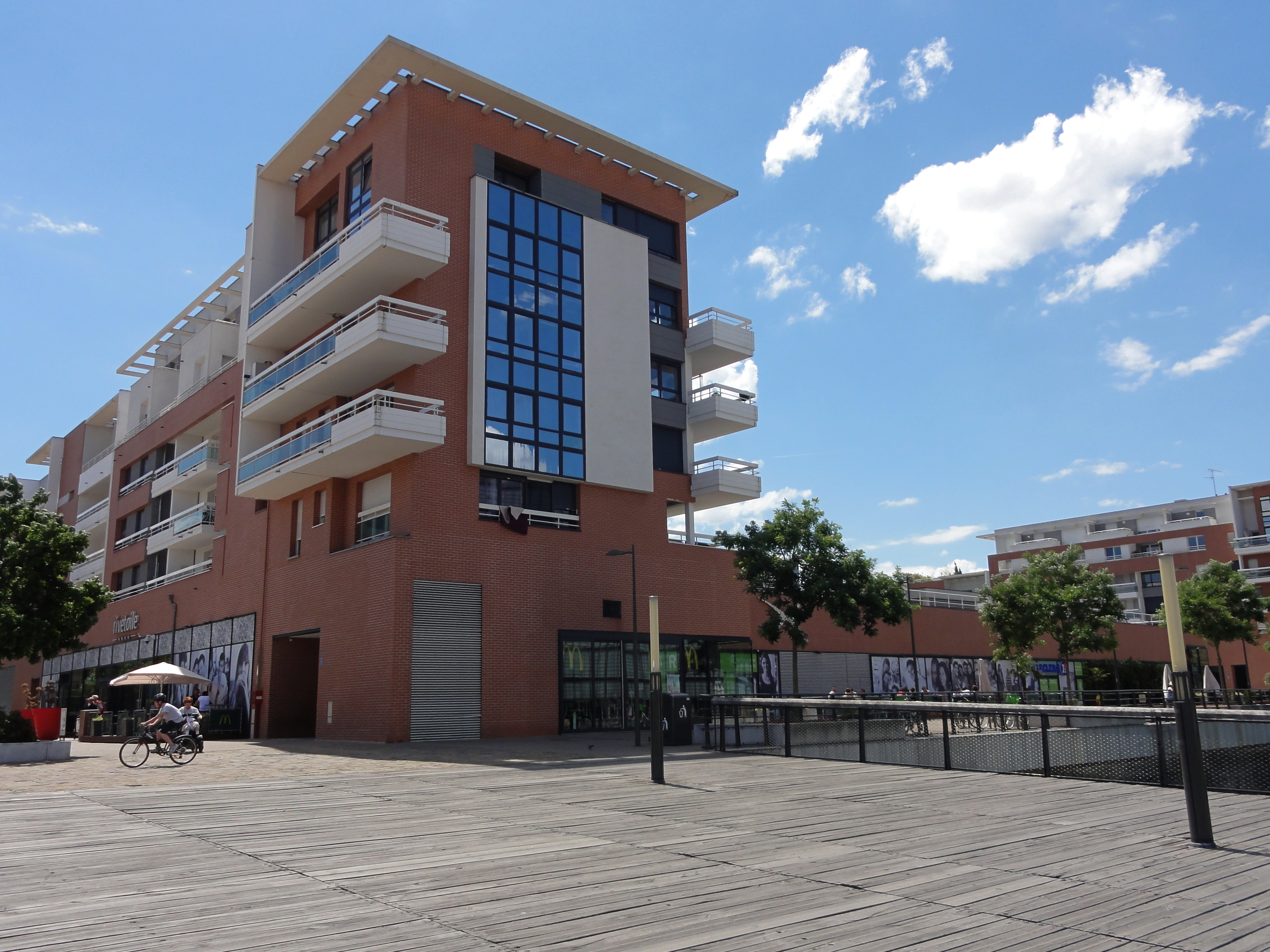
Entrée côté UGC Ciné Cité.

Rivetoile est accessible en voiture depuis l'ancienne RN 4 (route du Rhin), qui longe l'ensemble. Un parking souterrain de 1150 places est disponible, son accès se fait obligatoirement par la RN 4. Il est desservi par les lignes de tram A et D au niveau de la station Étoile Bourse et par les lignes C et E à l'opposé : station Winston Churchill.
Les lignes de bus C1 et C8 de la CTS donnent aussi un accès à Rivetoile à l'arrêt Étoile Bourse.
Le bus à Haut Niveau de Service G de la CTS relie directement la Gare Centrale à Rivetoile à l'arrêt Presqu'île André Malraux